# 超ド級!世界のありえない映像
『超ド級!世界のありえない映像（博覧会・烈伝・ベスト・大賞）』（ちょうドきゅう せかいのありえないえいぞう（-はくらんかい、-れつでん、-ベスト、-たいしょう））とは、2009年よりフジテレビ系列において放送されている、特別番組とそのシリーズである。
2010年9月5日には、『超ド級!世界のありえない映像ベスト』と題して、博覧会・烈伝の過去の放送で取り上げた映像で厳選された映像を振り返る総集編が放送された。
2018年1月5日には、『超ド級!世界のありえない映像大賞』と題して、各部門別に映像を紹介して、ゲストは審査員として出演しており、番組の最後に出演者全員で審議して決定した大賞を、司会が発表する内容へとリニューアルされた。
2019年1月4日には、番組史上最長の5時間の拡大版が放送された。

## 概要
世界中で集めた日常ではありえない出来事や瞬間の映像を次々と紹介、パネラーたちが評価し、最もあり得ない映像、通称「ありえ9」を決める番組。現在は様々な内容を行っている。番組最高視聴率は19.2%を獲得。

## 放送日
超ド級!世界のありえない映像博覧会
| 回数  | 放送日                  | 放送時間（JST） | 備考          |
| ----- | ----------------------- | --------------- | ------------- |
| 第1回 | 2009年10月5日（月曜日） | 19:00 - 20:54   |               |
| 第2回 | 2011年4月5日（火曜日）  | 19:00 - 22:00   | 『カスペ!』枠 |
| 第3回 | 2013年6月25日（火曜日） | 18:55 - 21:48   | 『カスペ!』枠 |

超ド級!世界のありえない映像烈伝
| 回数   | 放送日                  | 放送時間（JST） | 備考          |
| ------ | ----------------------- | --------------- | ------------- |
| 第1回  | 2010年1月16日（土曜日） | 19:00 - 20:54   |               |
| 第2回  | 2010年6月19日（土曜日） | 19:00 - 20:54   |               |
| 第3回  | 2010年9月25日（土曜日） | 19:00 - 20:54   |               |
| 第4回  | 2010年10月2日（土曜日） | 19:00 - 20:54   |               |
| 第5回  | 2011年7月1日（金曜日）  | 19:00 - 20:54   |               |
| 第6回  | 2012年1月6日（金曜日）  | 19:00 - 20:54   |               |
| 第7回  | 2014年9月16日（火曜日） | 19:00 - 21:54   | 『カスペ!』枠 |
| 第8回  | 2015年10月6日（火曜日） | 19:00 - 21:54   |               |
| 第9回  | 2016年3月22日（火曜日） | 19:00 - 21:54   |               |
| 第10回 | 2016年9月27日（火曜日） | 19:00 - 21:54   |               |

超ド級!世界のありえない映像ベスト
| 回数  | 放送日                 | 放送時間（JST） | 備考 |
| ----- | ---------------------- | --------------- | ---- |
| 第1回 | 2010年9月5日（日曜日） | 19:00 - 20:54   |      |

超ド級!世界のありえない映像大賞
| 回数 | 放送日                   | 放送時間（JST） | 備考 |
| --- | ------------------------ | --------------- | --- |
| 第1回 | 2018年1月5日（金曜日）   | 19:00 - 21:54   | 『金曜プレミアム』枠 一部地域のみ19:57より飛び乗り。 |
| 第2回 | 2018年4月3日（火曜日）   | 19:00 - 22:54   | 一部地域は19:57より飛び乗り、また22:48で飛び降り。 尚、テレビ新広島では広島東洋カープ戦中継の為、21:00 - 22:48に短縮版を放送。                                                                                        |
| 第3回 | 2018年9月25日（火曜日）  | 19:00 - 21:54   | 一部地域は19:57より飛び乗り、また21:48で飛び降り。 尚、テレビ新広島では広島東洋カープ戦中継の為、 当初は同日21:00 - 21:48に短縮版を放送予定だったが中継が延長した為、9月28日（金曜日）19:00 - 19:48に振替放送された。 |
| 第4回 | 2019年1月4日（金曜日）   | 18:30 - 23:22   | 『金曜プレミアム』枠 尚、『プライムニュース イブニング』は18:30までの短縮版として放送。 一部地域は23:16で飛び降り。                                                                                                   |
| 第5回 | 2019年4月5日（金曜日）   | 19:00 - 22:52   | 『金曜プレミアム』枠 一部地域は22:46で飛び降り。 |
| 第6回 | 2020年4月1日（水曜日）   | 21:00 - 22:54   | 当初は19:00からの放送予定だったが『志村けんさん追悼特別番組 46年間笑いをありがとう』放送のため急遽短縮で放送。 一部地域は22:48で飛び降り。                                                                            |
| 第6回（2） | 2020年5月9日（土曜日）   | 19:00 - 21:00   | 上記の第6回で放送予定だった短縮による未放送の部分を再編集で放送。 一部地域は20:54で飛び降り。 |
| 第7回 | 2020年8月22日（土曜日）  | 19:00 - 23:10   | 一部地域は23:04飛び降り。 |
| 第8回 | 2020年12月30日（水曜日） | 18:00 - 21:00   | |
| 第9回 | 2021年2月28日（日曜日）  | 20:00 - 21:54   | 『日曜ワンダー!』枠 一部地域は21:48で飛び降り。 |
| 第10回 | 2021年6月6日（日曜日）   | 20:00 - 21:54   | 『日バラ8』枠 一部地域は21:48で飛び降り。 |
| 第11回 | 2021年7月25日（日曜日）  | 20:00 - 21:54   | 『日バラ8』枠 一部地域は21:48で飛び降り。 |
| 第12回 | 2021年12月30日（木曜日） | 18:30 - 22:03   | |
| 第13回 | 2022年3月31日（木曜日）  | 19:00 - 21:54   | 一部地域は21:48で飛び降り。 |
| 第14回 | 2022年10月8日（土曜日）  | 18:30 - 21:00   | 一部地域は19:00より飛び乗り、また20:54で飛び降り。 |
| 第15回 | 2022年12月30日（金曜日） | 18:00 - 23:02   | 一部地域22:56で飛び降り。 |
| 第16回 | 2023年7月1日（土曜日）   | 19:00 - 21:00   | 一部地域は20:54で飛び降り。 |
| 第17回 | 2023年10月12日（木曜日） | 19:00 - 21:54   | 一部地域は21:54で飛び降り。 |
| 第18回 | 2023年12月30日（土曜日） | 19:00 - 23:40   | |
| 第19回 | 2024年4月4日（木曜日）   | 19:00 - 21:00   | 一部地域では20:54で飛び降り。 |
| 第20回 | 2024年9月1日（日曜日）   | 19:00 - 21:54   | |
| 第21回 | 2024年12月30日（月曜日） | 19:00 - 23:03   | |
| 第22回 | 2025年4月6日（日曜日）   | 19:00 - 20:54   | |
| 補足 - 番組の途中で飛び乗り・飛び降りしたネット局はオープニングなど内容を一部カットした編集版やエンドロール付きでフルネット版に見せかけた仕様の飛び降りとなっている。 |                          |                 | |

超ド級!世界のありえない最強映像
| 回数  | 放送日                  | 放送時間（JST） | 備考                                                                   |
| ----- | ----------------------- | --------------- | ---------------------------------------------------------------------- |
| 第1回 | 2022年6月19日（日曜日） | 20:00 - 21:54   | フジテレビ側の都合により、放送を中止した『THE MATCH 2022』の代替番組。 |
| 第2回 | 2024年3月21日（木曜日） | 19:00 - 21:00   | 一部地域は20:54で飛び降り。                                            |

## 出演者
司会（過去の出演、現在は司会を置いていない）
- 伊東四朗 - 博覧会
- 宮迫博之（当時雨上がり決死隊） - 烈伝・大賞

アシスタント
- 伊藤利尋（フジテレビアナウンサー） - 博覧会・烈伝（過去の出演）
- 中野美奈子（当時フジテレビアナウンサー） - 博覧会・烈伝（過去の出演）
- 宮澤智（フジテレビアナウンサー） - 大賞（過去の出演）

ナレーター（2022年現在）
- 窪田等（放送開始 - ）
- 大谷育江（2018年 - ）
- あおい洋一郎（放送開始 - ）

ナレーター（過去）
- 鶴ひろみ
- 奥田民義
- 真地勇志（2020年）
- 杉田智和（2022年）
- 田中真弓（2022年『ONE PIECE FILM RED』とのコラボ）
- 山口由里子（2022年『ONE PIECE FILM RED』とのコラボ）
- 山口勝平（2022年『ONE PIECE FILM REDとのコラボ）

審査委員長（2020年新春スペシャル、2021年）
- 船越英一郎

進行（2021年現在）
- 榎並大二郎（フジテレビアナウンサー）
- 杉原千尋（フジテレビアナウンサー）（過去の出演）
- 渡邊渚（当時フジテレビアナウンサー）

ゲスト
- 毎回異なる芸能人が数名出演。